# Christ II (Cynewulf)
Christ II, oder alternativ The Ascension bezeichnet, ist eines von vier dem Dichter Cynewulf zugeschriebenen angelsächsischen Gedichte aus dem 9. Jahrhundert. Das homiletische Werk ist im Exeter Book enthalten und stützt sich auf eine Reihe kirchlicher Quellen, insbesondere auf eine Predigt, die Papst Gregor der Große am Fest Christi Himmelfahrt hielt.

## Hintergrund und Inhalt
Das Gedicht besteht aus insgesamt 1664 Zeilen und ist einer Triade geistlicher Gedichte zugeordnet. Gemeinsam werden sie als Christ bezeichnet. Es befasst sich inhaltlich mit der Himmelfahrt Christi. Zudem greift es in den ersten Zeilen einige Bilder der adventlichen O-Antiphonen auf.
Beim Christ wurde ursprünglich angenommen, dass es sich um das Werk eines einzelnen Autors handele. Inzwischen gehen einige Wissenschaftler jedoch davon aus, dass es aus drei Texten unterschiedlicher Autoren besteht. Christ I behandelt die Ankunft (Advent), Christ II die Himmelfahrt und Christ III beschreibt den Umgang am Tag des Jüngsten Gerichts. Christ ist in seiner Gesamtheit das längste Gedicht im Exeter Book. Christ II überschneidet sich thematisch mit Christ III, unterscheidet sich jedoch auch deutlich von diesem. Alle drei Teile haben ihre eigene Charakteristik und Erzählweise, wodurch sie inzwischen unterschiedlichen Autoren zugeordnet werden.
Der englische Philologe und Schriftsteller J. R. R. Tolkien war von zwei Zeilen in Christ I derart fasziniert, dass er diese in die Entwicklung seiner Mythologie zu der Fantasiewelt Mittelerde einfließen ließ. Diese Zeilen lauten „Eala Earendel engla beorhtast ofer middangeard monnum sended.“ („Hail Earendel, brightest of angels, above Middle-earth sent unto men“. – „Sei gegrüßt Earendel, strahlendster der Engel, nach Mittelerde entsandt zu den Menschen“ oder „Heil Earendel, stahlenster der Engel, über der mittleren Erde den Menschen gesandt“.)